# Иван Гонгалов
Вижте пояснителната страница за други личности с името Иван Гонгалов.
 Иван Гонгалов (роден на 4 март 1932 г.) е български художник и илюстратор. Завършва Художествената академия, специалност „Живопис“ при проф. Панайот Панайотов, а пръв негов учител е Илия Бешков.

## Биография
1956 – завършва с отличие живопис в Художествената Академия – София.
1957 – участва в Москва в изложбата“ Млади творци от цял свят“.
1959 – става член на Съюза на българските художници.
До 1965 работи като илюстратор и плакатист и участва във всички общи художествени изложби като живописец, график и илюстратор.
1965 – удостоен е със сребърен медал за илюстрации на книга на международното изложение в Лайпциг.
1965 – поканен е от издателство AMZ – Милано за дългосрочно сътрудничество и приема предложението да стане негов художествен директор.
По време на дългия си престой в Италия илюстрира престижни издания и на други европейски издателства като Мондадори и Фратели Фабри (Италия), Ашет (Франция), Шнайдер (Германия), Гудуинг (Холандия).
1971 – избран е да представя италианската илюстрация на 20 век на изложбата „Илюстрацията през вековете“ наред с Ботичели.
Като живописец и график е поканен да участва в много колективни изложби, а галерия „Павоне“ Милано представяща творбите му по цял свят
организира самостоятелни изложби в Милано, Рим, Варезе, Анцио, Палермо и Сасари в Италия и Антиб – Франция.
1975 – Миланската община организира в двореца „Аренгарио“ голяма изложба и му връчва почетния орден „Златен Амброджо“.
В началото на 80-те години на 20 век създава серията с картини "Пиеро". Започва до работи по темата "Пиеро" в началото на 80-те години и тя остава емблематична за творчеството му до днес. В нея авторът разглежда различни   страни на човешката емоционалност - "Лунният Пиеро", "Обича ме, не ме обича", "Замечтаният Пиеро", "Заспалият Пиеро",  "Снимката", "Пиеро и приятели".
1989 – връща се в България и е избран за председател на Съюза на българските художници.
Творби на художника са притежание на обществени и частни колекции в България, Италия, Испания, Франция, Германия, Белгия, Швейцария, Холандия, САЩ, Аржентина, Австралия, Япония и Индия.
Починал на 17.04.2017г. на 85-годишна възраст.